# 张丽君
张丽君（1996年9月12日—）是一名中國女子冰壺運動員。她代表中國參加2022年冬季奧林匹克運動會女子冰壺比賽。

## 生平
张丽君來自於黑龍江省七台河市。15岁时由短道速滑改为转攻冰壶，后来从伊春市队进入了黑龙江省队，开始接受专业训练。2019年，代表国家参与世界锦标赛获取第六名，随后在亚洲及太平洋冰壶锦标赛上夺冠。2021年，二度出战世界锦标赛以第十名作收。2022年，代表中国参加2022年冬季奥林匹克运动会女子冰壶比赛。

## 外部連結
- 张丽君的新浪微博